# Christophe de Margerie
Pour les articles homonymes, voir Margerie et Rodocanachi.
Christophe Rodocanachi-Jacquin de Margerie, dit Christophe de Margerie, est un chef d'entreprise français, né le 6 août 1951 à Mareuil-sur-Lay (Vendée) et mort le 20 octobre 2014 à Moscou.
Il effectue toute sa carrière au sein du groupe Total, dont il devient le directeur général en 2007 puis le président-directeur général en 2010. À l'issue d’un déplacement professionnel à Moscou, au moment de décoller de l'aéroport international de Vnoukovo en vue de rentrer à Paris, il est victime d’un accident d'avion dans lequel il meurt ainsi que les trois membres de l'équipage.

## Biographie

### Origines et formation
Christophe Gabriel Jean Marie Rodocanachi-Jacquin de Margerie est le fils de Pierre Rodocanachi (1921-2010), ancien officier militaire, et de Colette Taittinger (née en 1928). Abandonné par son père, il est adopté à l’âge de onze ans par le deuxième mari de sa mère, Pierre-Alain Jacquin de Margerie,. Par sa mère, il est le petit-fils de Pierre Taittinger et le demi-frère de Victoire de Margerie.
Il fait ses études supérieures à l'École supérieure de commerce de Paris dont il sort diplômé en 1974.

### Carrière
Christophe de Margerie entre comme stagiaire chez la Compagnie française des pétroles (future Total) en 1974, à la direction financière. Il aime raconter qu'il a choisi Total « uniquement parce que c'était l'entreprise la plus proche de chez lui ». En 1995, il est nommé au poste de directeur général de Total Moyen-Orient. Il entre ensuite au comité exécutif. Il est nommé en 1999 directeur général pour l'exploration et la production, et apparaît alors progressivement comme le dauphin naturel de Thierry Desmarest. Le 13 février 2007, il est nommé directeur général de Total par le Conseil d'administration du groupe, Thierry Desmarest restant président de ce conseil sans mandat exécutif jusqu'au 21 mai 2010, date à laquelle Christophe de Margerie le remplace à cette fonction et devient PDG. Son caractère jovial et sa moustache lui valent dans son entreprise le surnom de « Big moustache ».
En 2006, dans le volet français de l'affaire Pétrole contre nourriture, de Margerie est mis en examen le 19 octobre pour complicité d'abus de biens sociaux et complicité de corruption d'agents publics étrangers,. Le tribunal correctionnel de Paris le relaxe le 8 juillet 2013.
En 2008, il figure parmi la dizaine de Français invités à la 56e édition de la conférence Bilderberg, qui se déroule du 5 au 8 juin au Westfields Marriott à Chantilly en Virginie aux États-Unis.
Le 23 juillet 2011, il se joint à quinze autres patrons français pour demander une augmentation de leurs impôts.
Christophe de Margerie défendait le principe de l'utilisation de la fracturation hydraulique pour l’exploration des gaz de schiste dans le sud de la France.
Le théâtre Mariinsky de Saint-Pétersbourg doit sa renaissance au soutien financier de Christophe de Margerie. Valery Gergiev le fait entrer au conseil d'administration et le met en contact, dans le cadre de l'amitié culturelle franco-russe, avec son ami Vladimir Poutine. L'objectif de Christophe de Margerie est l'obtention du contrat avec la société Novatek pour l'exploitation des gisements de gaz de la péninsule de Yamal. Le contrat est signé en 2011 avec Guennadi Timtchenko et Leonid Mikhelson, les principaux actionnaires de Novatek. Après la mort de Christophe de Margerie, le chantier de Yamal est réalisé par Total entre 2014 et 2017. Le tanker qui transportera le gaz liquéfié vers l'Europe est baptisé par Vladimir Poutine Christophe de Margerie,.
À sa mort, il est décrit comme « aussi puissant que le Quai d'Orsay » tant l'influence de Total, en raison de son poids économique et de ses rapports privilégiés avec le gouvernement français, est grande.
Il sera décoré, à titre posthume par le Président de la Russie, Vladimir Poutine, de la Médaille d'honneur « pour sa contribution au développement des liens économiques et culturels franco-russes », selon un décret du Kremlin signé par Vladimir Poutine. Vladimir Poutine avait déploré la perte d'«un vrai ami» de la Russie et avait déclaré apprécier au plus haut point les qualités d'homme d'affaires de Margerie, son dévouement continu non seulement dans les relations franco-russes mais dans toutes les formes de coopération.»

### Mort
Le 20 octobre 2014 vers 23 h 57 (MSK),, il meurt à Moscou dans l'accident du Falcon 50 immatriculé F-GLSA (opéré par Unijet) lors du décollage vers Paris alors que l'appareil a heurté un engin de déneigement  présent sur la piste. Tous les occupants de l'avion sont morts sur le coup (le pilote Yann Pican, l'hôtesse de bord Ruslana Vervelle et Christophe de Margerie), à l'exception du copilote Maxime Rassiat, mort au bout de plusieurs secondes, comme en témoignent les traces de suie retrouvées dans sa trachée, conséquence de l'incendie s'étant déclaré au moment de l'impact. Le bilan est de 4 morts ce soir-là, sur la piste de l'aéroport international de Vnoukovo.
Le 27 octobre 2014, une cérémonie officielle est célébrée par Mgr Jérôme Beau à l'église Saint-Sulpice de Paris, en présence du président de la République François Hollande, du Premier ministre Manuel Valls, de l'émir du Qatar, la directrice du FMI Christine Lagarde et de nombreuses autres personnalités du monde politique, économique et artistique. Il est inhumé le 28 octobre 2014 au cimetière de Kairon (Saint-Pair-sur-Mer, Manche) dans l'intimité familiale.
D'après la journaliste Muriel Boselli, sa mort pourrait être due à l'action de ses opposants : « Christophe de Margerie a également beaucoup critiqué l'hégémonie du dollar dans le monde, notamment dans le secteur pétrolier [...]. Il a ouvertement évoqué l'idée d'acheter le pétrole dans une autre devise »,. Celle-ci note aussi que la justice russe s’accommode des incohérences de l'enquête tandis que la justice française manque d'empressement pour lever les zones d'ombre de l'enquête russe.
Il laisse une veuve, née Bernadette Prud'homme, et trois enfants, Fabrice, Laëtitia et Diane.

### Distinctions
Le 24 octobre 2014, Christophe de Margerie est promu, à titre posthume, officier de la Légion d'honneur. Il avait été nommé chevalier en 2003.

## Mandats sociaux
- Membre du conseil de surveillance de Vivendi
- Membre du conseil d'administration de Total SA
- Associé-Gérant de CCM[27]
- Gérant de CDM Patrimonial[28]

## Réseaux
- Appuis patronaux : Albert Frère, Gérard Mestrallet, Anne Lauvergeon ;
- Ses conseillers : Jean Veil, Jean-Marc Forneri, Hubert Védrine ;
- Ses liens au Moyen-Orient : Abdallah ben Hamad al-Attiyah, Saoud al-Fayçal, Abdullah S. Jum'ah (en) ;
- Ses relations politiques : Jean-Pierre Raffarin, Dominique de Villepin ;
- Son engagement catholique : il était membre de la Communauté de Sant'Egidio, Association internationale de laïques[29] fondée en 1968, à Rome.
- Sa famille : Jean-Pierre Jouyet, Brigitte Taittinger[30], Colette de Margerie[31], Pierre-Christian Taittinger[32].

## Popularité

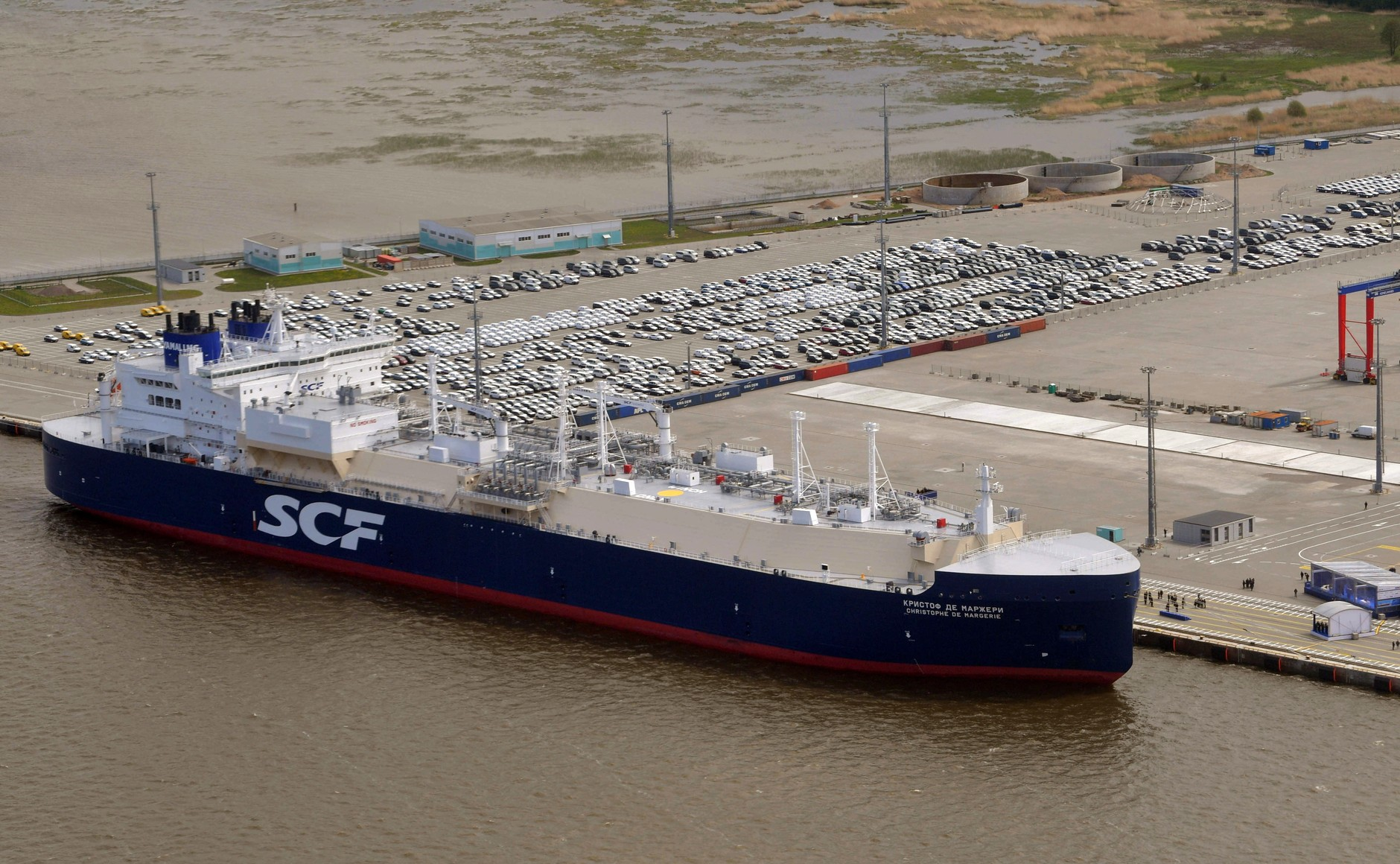
Le navire méthanier brise-glace Christophe de Margerie.

Le 18 décembre 2013, Christophe de Margerie est classé 12e patron du CAC 40, en matière de performances boursières (dividende), par Challenges.
Selon un sondage réalisé entre juillet et août 2014 par le cabinet Advent, sa cote de popularité est de 40 %. Selon le magazine Capital, où l'enquête est dévoilée, ce résultat est dû « à la fois [à] l'essence trop chère, [aux] dividendes colossaux qu'il verse à ses actionnaires et [à] la marée noire de l'Erika ». Le journal ajoute que l'homme « séduit tous ses interlocuteurs par sa jovialité et son franc-parler ».
À la suite de l'accident d'avion causant sa mort et celui de tout l'équipage, des journalistes de la presse française rendent hommage à un patron « original et sympathique ».
Le 3 juin 2017, un navire méthanier brise-glace de transport de gaz naturel liquéfié de l'entreprise russe Sovcomflot est baptisé en son honneur Christophe de Margerie par Vladimir Poutine,.